# Kultura Daxi
Kultura Daxi (chiń. 大溪文化, Dàxī wénhuà) – chińska kultura neolityczna, rozwijająca się w rejonie środkowego biegu Jangcy od ok. 5000 p.n.e. do ok. 3000 p.n.e. Jej nazwa pochodzi od stanowiska archeologicznego w prowincji Syczuan.
Ludność kultury Daxi mieszkała w osadach wyposażonych w spichlerze, niekiedy otoczonych wałem z ubitej ziemi. Podstawę gospodarki rolnej stanowiła uprawa ryżu. Do zabytków materialnych charakterystycznych dla kultury Daxi należą narzędzia z dobrze gładzonego i polerowanego kamienia, sierpy z łupku, pękate dzbany służące do przechowywania zboża i wykorzystywane w celach rytualnych oraz wysokie naczynia ceramiczne na cienkich nóżkach.